# Jacques Colombier (Filmarchitekt)
Jacques Etienne Colombier (* 9. November 1901 in Compiègne; † 12. Februar 1988 in Paris) war ein französischer Filmarchitekt.

## Leben
Jacques Etienne Colombier erhielt seine künstlerische Ausbildung an der Pariser École des Beaux-Arts. Gleich im Anschluss daran wechselte er zum Film und entwarf bereits im Alter von 22 Jahren seine ersten Filmbauten für stumme Produktionen seines Bruders, des Regisseurs Pierre Colombier (1896–1958).
Mit Anbruch des Tonfilmzeitalters gestaltete Jacques Colombier auch die Dekorationen für Inszenierungen anderer Regisseure, darunter bekannte Namen wie Maurice Tourneur, Abel Gance, Sacha Guitry sowie die aus Deutschland emigrierten Max Neufeld und Robert Siodmak. Der äußerst produktive Colombier wirkte in zahlreichen Genres, ohne einen eigenen, unverwechselbaren Stil an den Tag zu legen. 
Colombiers bedeutsamste Filmbauten entstanden nach dem Zweiten Weltkrieg: er gestaltete nun bevorzugt von der neuen Sachlichkeit bestimmte Kulissen für Alltagsgeschichten der Gegenwart. Besonders in Erinnerung geblieben sind seine Szenenbilder für die Justiz- und Sozialdramen André Cayattes sowie für mehrere Kooperationen zwischen dem Regisseur Gilles Grangier und dem Schauspieler Jean Gabin. Mitte der 1960er Jahre zog sich Colombier ins Privatleben zurück.

## Filmografie
- 1923: Amour et carburateur
- 1923: Le mariage de Rosine
- 1924: Paris en cinq jours
- 1925: Mon curé chez les riches
- 1927: Les transatlantiques
- 1929: Paris-Girls
- 1929: Chiqué
- 1930: Kopfüber ins Glück
- 1930: Mon gosse de père
- 1931: Faubourg-Montmartre
- 1931: Partir
- 1931: Zwei in einem Auto
- 1932: Kokain (Au nom de la loi)
- 1932: Théodore et Cie.
- 1933: Charlemagne
- 1933: Le voleur
- 1933: Toto
- 1934: Sapho
- 1934: Antonia, romance hongroise
- 1935: Pariser Leben (La vie parisienne)
- 1936: Beethovens große Liebe (Un grand amour de Beethoven)
- 1936: Der König (Le roi)
- 1936: Les nouveaux riches
- 1937: Ignace
- 1937: Les rois du sport
- 1937: Balthazar
- 1938: Tricoche et Cacolet
- 1938: Le dompteur
- 1938: Le veau gras
- 1939: Circonstances atténuantes
- 1941: Le destin fabuleux de Désirée Clary
- 1941: Le prince charmant
- 1942: L’amant de Bornéo
- 1942: Ademaï, bandit d’honneur
- 1943: Gräfin Chabert (Le colonel Chabert)
- 1943: Coup de tête
- 1945: König der Nassauer (Le roi des resquilleurs)
- 1945: Zum kleinen Glück (Au petit bonheur)
- 1946: Dernier refuge
- 1946: Fantomas (Fantômas)
- 1947: Im Schatten einer Lüge (Route sans issue)
- 1948: Das Geheimnis der fünf roten Tulpen (Cinq tulipes rouges)
- 1948: Jo la Romance
- 1949: Amédée
- 1949: Amour et Cie.
- 1950: Schwurgericht (Justice est faite)
- 1951: Edouard und Caroline (Edouard et Caroline)
- 1951: Treffpunkt Paris (Ils étaient cinq)
- 1952: Wir sind alle Mörder (Nous sommes tous des assassins)
- 1953: La vierge du Rhin
- 1954: Vor der Sintflut (Avant le déluge)
- 1954: Der Sonntagsangler (Poisson d’avril)
- 1955: Die schwarze Akte (Le Dossier noir)
- 1955: Gas-Oil (Gas-Oil)
- 1956: Paradies der Liebe (Folies-Bergère)
- 1957: Auge um Auge (Oeil pour œil)
- 1958: Des Königs bester Mann (La tour, prends garde!)
- 1958: Der Tag und die Nacht (Le miroir à deux faces)
- 1958: Im Kittchen ist kein Zimmer frei (Archimède, le clochard)
- 1960: Die Begierde treibt den Mann (Le cercle vicieux)
- 1961: Der Präsident (Le président)
- 1961: Der Herr mit den Millionen (Le cave se rebiffe)
- 1962: Ein Herr aus besten Kreisen (Le gentleman d’Epsom)
- 1963: Kommissar Maigret sieht rot (Maigret voit rouge)
- 1964: Flegelalter (L’âge ingrat)
- 1965: Der Zug zur Hölle (Train d‘enfer)